# Typhoon Graphics
Typhoon Graphics Co., Ltd. (яп. 株式会社颱風グラフィックス) — японская аниме-студия, основанная 1 мая 2014 г.

## О компании
Кроме деятельности в сфере анимации студия также занимается планированием и созданием телевизионных коммерческих видеороликов (TVCM), посредничеством в вопросах защиты авторских прав и производством веб-контента.
Официальным представителем компании является Такаси Сакураи.
В настоящее время общая численность сотрудников компании составляет 16 человек, включая 9 мужчин и 7 женщин (на октябрь 2021 года).
Уставный капитал студии оценивается примерно в 300 миллионов иен.

## Работы

### Телевизионные сериалы
| Название            | Канал    | Начало трансляции | Конец трансляции | Эпизоды | Заметки | Примечания |
| ------------------- | -------- | ----------------- | ---------------- | ------- | --- | ---------- |
| One Room            | Tokyo MX | 11 января 2017    | 29 марта 2017    | 12      | Оригинальная работа студии.                                                                                             | [ 3 ]      |
| Room Mate           | Tokyo MX | 12 апреля 2017    | 28 июня 2017     | 12      | Оригинальная работа студии.                                                                                             | [ 4 ]      |
| Sengoku Night Blood | Tokyo MX | 3 октября 2017    | 26 декабря 2017  | 12      | Основано на японской f2p игре в жанре отомэ, разработанной и выпущенной компаниями Marvelous, Kadokawa, и Idea Factory. | [ 5 ]      |

### OVA
| Название | Дата выхода | Эпизоды | Заметки                 | Примечания |
| -------- | ----------- | ------- | ----------------------- | ---------- |
| One Room | 26 мая 2017 | 3       | OVA эпизоды к One Room. | [ 6 ]      |

### ONA
| Название                          | Дата выхода    | Эпизоды | Жанр                             | Заметки     |
| --------------------------------- | -------------- | ------- | -------------------------------- | ----------- |
| Toutotsu ni Egypt Shin            | 7 декабря 2020 | 10      | Комедия, Фэнтези, Повседневность | ONA эпизоды |
| Toutotsu ni Egypt Shin 2nd Season | Неизвестно     | 10      | Комедия, Фэнтези, Повседневность | ONA эпизоды |